# Градска народна библиотека „Жарко Зрењанин” Зрењанин
Градска народна библиотека „Жарко Зрењанин” Зрењанин је установа културе коју је основала Скупштина општине Зрењанин. Матична је свим библиотекама Средњобанатског округа (Зрењанин, Нови Бечеј, Житиште, Сечањ, Нова Црња). Чланица је Заједнице матичних библиотека Србије, Библиотекарског друштва Србије и Асоцијације библиотекара Баната.
Примарна делатност библиотеке је прикупљање, обрада, чување, коришћење и издавање библиотечке грађе, старања о књижном фонду, као и пружања информација које се односе на библиотечку грађу корисницима, која се остварује кроз рад дечијег, позајмног, научног и завичајног одељења.
У Градској народној библиотеци „Жарко Зрењанин”  на једном месту је окупљено све оно што је на било који начин у вези са књигом, тако да данас у склопу Библиотеке постоје: штампарија са књиговезницом и књижара библиотеке, „Kлуб књиге”. Такође, библиотека последњих четрдесет година има препознатљиву издавачку делатност у оквиру које је објављено преко 400 наслова у тиражу од 500.000 примерака.
Библиотека има 7.616 чланова према подацима из 2023. У току 2022. библиотка је задужила 56.569 јединица библиотечке грађе.